# 彼德拉武埃纳
彼德拉武埃纳，是西班牙卡斯蒂利亚-拉曼恰雷阿尔城省的一个市镇。 总面积565平方公里，总人口4671人（2001年），人口密度8人/平方公里。

## 友好城市
- 法國 埃德尔河畔诺尔